# Французький парадокс

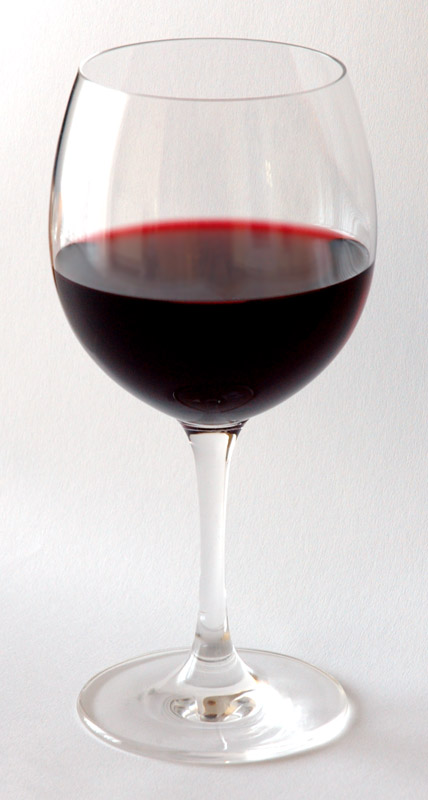
Вживання сухого червоного вина вважається головною причиною «Французького парадоксу»

Французький парадокс або французький синдром — порівняно низький рівень серцево-судинних і онкологічних захворювань у жителів Франції при висококалорійному раціоні харчування і достатку в ньому жирів. Вчені висувають різні гіпотези для пояснення цього явища, і, за найбільш поширеною думкою, причиною французького парадоксу є вживання французами червоного сухого вина.

## Статистичні дані
За даними Продовольчої і сільськогосподарської організації ООН, французи споживають в день в середньому 108 грам жиру тваринного походження, американці — тільки 72. Також житель Франції споживає в чотири рази більше масла, на 60 % більше сиру і в три рази більше свинини. Загальний баланс по споживанню жирів не надто різниться (171 г/день проти 157 г/день), але частка особливо небезпечних насичених жирів значно вище. У той же час, за даними Британського фонду Серця, рівень смертності від коронарних хвороб серця серед чоловіків 35-74 років у США становив 115 осіб на 100 тисяч населення, у Франції цей показник становив лише 83. Рівень онкологічних захворювань у французів на 25 % нижчий.

## Історія
Виникнення поняття і поширення його в наукових і журналістських колах пов'язано з діяльністю професора Сержа Ренодо (фр. Serge Renaud), керівника французького Інституту з дослідження властивостей вина. Ще з 1978 року в його інституті проводилися дослідження 36 тисяч французів, для того щоб виявити кореляцію стану їх здоров'я зі споживанням вина. У листопаді 1991 року в інтерв'ю програмі американського телеканалу CBS «60 хвилин» Ренодо оприлюднив проміжні результати своїх досліджень, повідомивши, що серед тих, хто споживає 1-2 келихи червоного сухого вина в день, рівень захворюваності серцево-судинними коронарними захворюваннями нижчий, в порівнянні з тими, хто випивають більше або менше алкоголю, також серед таких людей довша тривалість життя. Це викликало підвищення рівня продажів червоних вин у США і підвищений інтерес до проблеми «французького парадоксу».

## Причини

### Червоне сухе вино
«Доброчинну дію» сухого червоного вина Серж Ренодо і інші дослідники пояснюють впливом алкоголю, що міститься у вині (при малих дозах споживання) і біологічно активних речовин — ресвератрола і інших поліфенолів. Позитивний вплив малих доз алкоголю на серцево-судинну систему було доведено давно[джерело?], а ось ресвератрол і поліфеноли поки вважаються корисними лише в рамках гіпотези. Вміст цих речовин у вині не настільки великий, щоб їх вплив на організм міг якось фіксуватися дослідниками. Крім того, аналогічне споживання вина в сусідніх з Францією країнах (Іспанії та Італії) не вродила аналогічних парадоксів, що свідчить, мабуть, про більш комплексний характер причини доброго здоров'я французів. У будь-якому випадку, неодмінною умовою сприятливого впливу вина на здоров'я людини все дослідники називають його помірне споживання — один-два келихи на день.

### Загальний раціон харчування та спосіб життя
Традиційний раціон харчування у Франції в цілому відповідає багатьом рекомендаціям дієтологів. Наприклад, там відносно велике споживання риби, оливкової олії, свіжих овочів і фруктів, малий вміст цукру в стравах. Крім того, культура прийняття їжі також цілком сприяє здоров'ю: порції, як правило, зовсім невеликі, але поїдають їх не поспішаючи; перекушування між сніданком і обідом, обідом і вечерею не поширені. Клод Фішлі, вчений Французького інституту охорони здоров'я, і Пол Роузен, психолог з Пенсільванського університету, доповнюють цю гіпотезу ще більш оригінальними міркуваннями. Вони вважають, що, крім різноманітного раціону і суворого режиму харчування, велике значення має саме ставлення французів до їжі: на відміну від більшості світових націй, вони вважають їжу величезним задоволенням і ніколи не відчувають почуття провини через з'їдену їжу. Це, в свою чергу, позбавляє їх від стресу, що негативним чином впливає на травлення і обмін речовин.

## Ресурси Інтернету
- Анна Дуварова (28.10.2010). Как объяснить «французский парадокс»?. Школа жизни. Архів оригіналу за 11.05.2012. Процитовано 27.01.2019.
- Abdulla, A. & Badaway, B. (2001). Moderate alcohol consumption as a cardiovascular risk factor: the role of homocycteine and the need to re-explain the ‘French Paradox’. Alcohol & Alcoholism. 36: 185—188. doi:10.1093/alcalc/36.3.185.
- Perdue, W. Lewis, et al. the French Paradox and Beyond. Sonoma, CA: Renaissance, 1993.
- Rozin, P., Kabnick, K., Pete, E., Fischler, C., & Shields, C. (2003). The ecology of eating: Part of the French paradox results from lower food intake in French than Americans, because of smaller portion sizes. Psychological Science. 14 (5): 450—454. PMID 12930475.